# 생명, 40억년의 비밀
EBS 자연사 대기획 6부작 생명, 40억년의 비밀은 2011년 11월 21일부터 2주간 월, 화, 수요일 밤 9시 50분 EBS 다큐프라임을 통해 방송하는 다큐멘터리다. 세계 도처에서 발견된 화석을 면밀히 분석해 지구 생명체의 시작부터 현재까지를 추적하는 프로그램으로 1년 2개월에 걸쳐 제작되었다. 인도네시아, 페루, 이집트 등 5대주 16개국에서 촬영한 글로벌 프로젝트다.

## 방송 일시
2011년 11월 21일, 22일, 23일, 28일, 29일, 30일
(월-수) 밤 9시 50분 ~ 10시 40분
| 방송 일시                  | 제목                              |
| 11월 21일 (월) 밤 9시 50분 | 1부. 소리 없는 지배, 식물         |
| 11월 22일 (화) 밤 9시 50분 | 2부. 깃털 이야기                  |
| 11월 23일 (수) 밤 9시 50분 | 3부. 경계의 모험가들, 상륙        |
| 11월 28일 (월) 밤 9시 50분 | 4부. 반쪽을 위한 전략, 짝짓기     |
| 11월 29일 (화) 밤 9시 50분 | 5부. 모든 것의 끝 혹은 시작, 멸종 |
| 11월 30일 (수) 밤 9시 50분 | 6부. 생명의 재구성                |

## 새로운 시도
- 작은 크기와 빠른 반응으로 접사 촬영에 어려움을 겪었던 식충식물 통발의 사냥장면을 세계 방송 사상 처음으로 Full HD 고속촬영에 성공했다.
- 인도네시아 코모도 드래곤 수컷들의 암컷을 차지하기 위한 격렬한 짝짓기 싸움, 보르네오섬에서 자생하는 지구상에서 가장 큰 꽃인 라플레시아의 40시간에 걸친 개화를 국내 방송사상 최초로 촬영했다.
- 남미 아마존 일대에 서식하는 공룡의 흔적을 지닌 새 호아친의 짝짓기 장면을 국내 최초로 촬영했다.
- 곤충의 눈으로 본 꽃의 모습을 국내 최초로 Full HD 자외선 동영상으로 촬영했다.
- Sony F-900R, Canon 5D Mark2, Photron Full HD고속카메라 등 다양한 촬영 장비와 손수 제작한 접사렌즈 등이 사용됐다.
- 과거의 생태계와 동식물을 첨단 CG기술로 복원했다.

## 책임 자문
<생명 40억년의 비밀> 제작의 책임 자문은 다음과 같다.
- 최재천 교수/ 이화여대 석좌교수 (곤충, 생물분야)
- 임종덕 박사/ 국립문화재연구소 학예연구관 (척추 고생물분야)
- 이상태 교수/ 성균관대 명예교수 (식물분야)

## 인터뷰 및 자문
- 1부. 소리 없는 지배, 식물

- 최재천 교수/ 이화여대 석좌교수

- 이상태 교수/ 성균관대 명예교수

- 피터 크래인 (Peter Crane)교수/ 미국 예일 대학교 (Yale University)

- 댄 젠슨 (Dan Janzen)교수 / 미국 펜실베이니아 대학교 (University of Pennsylvania)

- 앨런 허리 (Allen Herre)교수 / 미국 스미소니언 열대연구소: 파나마 (Smithsonian Tropical Research Institute in Panama)

- 스테파노 만쿠소 (Stefano Mancuso)교수 / 이탈리아 피렌체 대학교 (University of Florence) LINV

- *2부. 깃털 이야기

- 임종덕 박사/ 국립문화재연구소 학예연구관

- 저우 중 허 (Zhou Zhong He)박사 / 중국과학원 고척추동물 고인류연구소(IVPP) 소장

- 쑤 싱 (Xu Xing)박사 / 중국과학원 고척추동물 고인류연구소(IVPP)

- 한재흥 교수 / KAIST 항공우주공학과

- 래리 마틴 (Larry Martin)교수 / 미국 캔자스 대학교 (The University of Kansas)

- 리처드 프럼(Richard Prum)교수 / 미국 예일 대학교 (Yale University)

- 자크 고티에 (Jacques Gauthier)교수 / 미국 예일 대학교 (Yale University)

- 루이스 키아페 (Luis Chiappe)박사 / 미국 로스앤젤레스 자연사 박물관(Natural History Museum of Los Angeles)

- 켄 다이얼(Ken Dial)교수 / 미국 몬태나 대학교 (University of Montana: Missoula)

- 페르디난드 다마슌(Ferdinand Damaschun)박사 / 독일 베를린 자연사박물관 (Berlin Museum of Natural History) 관장 서리

- 데이비드 마틸 (David Martill) 교수 / 영국 포츠머스 대학교 (University of Portsmouth)

- 제이슨 브러엄 (Jason Brougham) / 미국 뉴욕 자연사박물관(American Museum of Natural History)

- 권희석 박사 / 한국기초과학지원연구원

- *3부. 경계의 모험가들, 상륙

- 임종덕 박사/ 국립문화재연구소 학예연구관

- 필립 깅그리치 (Philip Gingerich)교수 / 미국 미시간 대학교 (University of Michigan)

- 이야드 잘무트 (Iyad Zalmout)박사 / 미국 미시간 대학교 (University of Michigan)

- 닐 슈빈 (Neil Shubin)교수 / 미국 시카고 대학교 (University of Chicago)

- 자일스 밀러 (Giles Miller)박사 / 영국 런던자연사박물관 (Natural History Museum)

- 제니퍼 클라크 (Jennifer Clack)교수 / 영국 케임브리지 대학교 (University of Cambridge)

- 사이먼 콘웨이 모리스(Simon Conway Morris)교수 / 영국 케임브리지 대학교 (University of Cambridge)

- 스코트 호크눌 (Scott Hocknull)박사 / 호주 퀸스랜드 박물관(Museum of Tropical Queensland)

- 리처드 클로티에 (Richad Clotier)교수 / 캐나다 퀘벡 대학교(Universities in Quebec)

- 오카다 노리히로 (Okada Norihiro)교수 / 일본 도쿄공업대학 (Tokyo Institute of Technology)

- *4부. 반쪽을 위한 전략, 짝짓기

- 아드리안 포사이스 (Adrian Porsyth) / <성의 자연사> 저자

- 클라우디오 치오피 (Claudio Ciofi)교수 / 이탈리아 피렌체 대학교(University of Florence)

- 존 롱 (Jon Long)박사 / 미국 로스앤젤레스 자연사 박물관(Natural History Museum of Los Angeles)

- 제니퍼 클라크 (Jennifer Clack)교수 / 영국 케임브리지 대학교 (University of Cambridge)

- 스노부 토모키 (Sunobe Tomoki)교수 / 일본 도쿄 해양 대학교(Tokyo University of Marine Science and Technology)

- 에노모토 토모오 (Enomoto Tomoo) /동물학자

- 사토시 히라타 (Satoshi Hirata) / 일본 하야시바라 유인원 센터(Great Ape Research Institute)

- 진언선 교수 / 한양대학교 생명과학과

- 김태원 박사/ Hopkins Marine Station of Stanford University

- *5부. 모든 것의 끝, 혹은 시작

- 래리 마틴 (Larry Martin)교수 / 미국 캔자스 대학교 (The University of Kansas)

- 데이비드 자블론스키 (David Jablonski) 교수 / 미국 시카고 대학교(University of Chicago)

- 리처드 포티(Richard Fortey) 박사 / 영국 런던자연사 박물관 (Natural History Museum)

- 짐 겔링 (Jim Gelling) 박사/ 호주 사우스오스트레일리아 박물관(South Australian Museum)

- 페르난도 클레멘티 (Fernanda Clementi)박사 / 이탈리아 골라 델 보타쵸네 연구소장

- 마이클 밴턴 (Micheal Benton)교수 / 영국 브리스톨 대학교 (University of Bristol)

- 마이클 볼터 (Michael Boulter)교수 / 영국 이스트런던 대학교 (University of East London )

- 용 이 젠 (Yong Yi Zen) 박사 / 호주 오스트레일리아 박물관 (Australian Museum)

- 마이클 아처 (Michal Archer) 교수/ 호주 뉴사우스웨일스 대학교(The University of New South Wales)

- 가빈 프리도 (Gavin Prideux) 교수 / 호주 플린더스 대학교 (Flinders University )

- 존 스캔런 (John Scanlon) 박사/ 호주 마운트아이사 화석센터(Mount Isa Fossil Center)

- 마루야마 시게노리 (Maruyama Shigenori)교수 / 일본 도쿄공업대학(Tokyo Institute of Technology)

- 스즈키 유타로 (Suzuki Yutaro)교수 / 일본 시즈오카 대학교 (Shizuoka University)

- 장하이수이 (Jiang Hai Shui)교수/ 중국지질대학교 우한캠퍼스(China University of Geology)

## 주요 취재지역
<생명 40억년의 비밀> 주요 취재지역은 다음과 같다.
- 인도네시아 코모도국립공원

- 페루 아마존

- 미국 스미소니언 열대연구소 (파나마 바로 콜로라도섬 소재)

- 코스타리카 열대림

- 이집트 와디 히탄 (고래계곡), 홍해(듀공, 돌고래)

- 말레이시아 보르네오섬

- 일본, 미국, 영국, 이탈리아, 독일, 캐나다 관련대학교 및 박물관, 화석산지

- 중국 중국과학원 고척추동물·고인류연구소, 랴오닝성, 산둥성 일대

- 호주 대륙

- 필리핀

- 제주도, 해남, 태안 등 국내 전지역, 대학교, 연구기관

## 제작진
<생명 40억년의 비밀> 제작진은 다음과 같다.
- 책임프로듀서: 이연규

- 글/구성: 윤승희, 문정실

- 취재작가: 김서경

- 내레이션: 김종성

- 촬영감독: 이창열, 이의호, 김용, 박치대, 정재호, 강승우, 조규백, 강한숲, 조영환

- 촬영보: 김재호, 최재윤, 신효준, 이상영, 홍석훈, 장문기, 김철기, 최종수

- 기술: 우동철

- 편집" 김태호

- 조명준조명: 함형석

- NLE 편집: 윌 픽쳐스, 이성석, 이정훈

- 음악: 박진석

- 효과: 이용문

- 녹음/더빙: 파피스

- 3D 그래픽: 윌 픽쳐스

- 3D 총감독

- VFX Supervisor: 조현칠, 김식

- 2D Compositer: 정영규

- 2D Matte Painter: 김준모

- 3D Modeling: 진성호, 손승희

- 3D Animation: 유은숙, 장진욱, 온아미, 남재춘

- 3D Effecter: 임태희

- 2D 애니메이션: 권미정

- 문자그래픽: 김용남

- 타이틀제작: 윌 픽쳐스

- 타이틀글씨: 김난영

- 소품 이희신, 노은주

- 조연출: 이영지

- 연출: 김시준, 김현우